# Silverruda
Silverruda (Carassius gibelio) är en karpfisk som tidigare klassats som en hybridfisk mellan guldfisk och ruda, men som numera anses som en egen art. Silverrudan kommer ursprungligen från Sydostasien. 
Fullvuxna exemplar av silverruda brukar väga väga 2–3 hekto. De kan väga upp till 2 kilo, men uppnår denna vikt endast under goda förhållanden. I Östeuropa är silverruda en eftertraktad fiskart som fiskas genom mete. Den största fisken tagen i Finland vägde 850 gram och fångades i Helsingfors.
I Paviken, en sjö på Gotland finns ett bestånd av rudor som till beteende och utseendet påminner något om silverrudor, men vissa människor som tittat närmare på fiskarna anser att det är ljusare rudor, eller hybrid mellan ruda och silverruda.